# Zázrivka
Zázrivka – potok na Słowacji, prawy dopływ rzeki Orawa. Ma długość 21,5 km i jest ciekiem wodnym IV stopnia. Spływa przez region etnograficzny zwany Orawą Dolną. Najwyżej położone źródła ma na wysokości około 1140 m pod należącym do pasma górskiego Magura Orawska szczytem Príslopec (1225 m). Spływa początkowo w południowo-zachodnim kierunku przez miejscowość Zázrivá, w centrum której zmienia kierunek na południowy i w miejscowości Párnica, na wysokości 445 m n.p.m. uchodzi do Orawy.
Zázrivka ma duże znaczenie topograficzne, jej głęboka dolina stanowi bowiem naturalną granicę oddzielającą kilka pasm górskich. W części górnej oddziela Magurę Orawską (po orograficznie lewej stronie) od Gór Kisuckich, w części dolnej od Krywańskiej części Małej Fatry.
Główne dopływy Zázrivki:
- prawostronne: Havranský potok, potok spod szczytu Hoľa, potok spod szczytu Okrúhlice, potok z osady Končitá, Čierťaž, Ráztoky, Petrovský potok, Biela, potok spod szczytu Ostré, potok spod szczytu Osnice, potoki z dolin Veľká Lučivná i Malá Lučivná
- lewostronne: Minčolský potok, Kozinský potok, Plešivský potok, Čremoš, potok z doliny Sokol, potok z doliny Sokolec.